# Didascalicon
 (janvier 2024).
La mise en forme du texte ne suit pas les recommandations de Wikipédia : il faut le « wikifier ».
Les points d'amélioration suivants sont les cas les plus fréquents. Le détail des points à revoir est peut-être précisé sur la page de discussion.
- Les titres sont pré-formatés par le logiciel. Ils ne sont ni en capitales, ni en gras.
- Le texte ne doit pas être écrit en capitales (les noms de famille non plus), ni en gras, ni en italique, ni en « petit »…
- Le gras n'est utilisé que pour surligner le titre de l'article dans l'introduction, une seule fois.
- L'italique est rarement utilisé : mots en langue étrangère, titres d'œuvres, noms de bateaux, etc.
- Les citations ne sont pas en italique mais en corps de texte normal. Elles sont entourées par des guillemets français : « et ».
- Les listes à puces sont à éviter, des paragraphes rédigés étant largement préférés. Les tableaux sont à réserver à la présentation de données structurées (résultats, etc.).
- Les appels de note de bas de page (petits chiffres en exposant, introduits par l'outil «  Source ») sont à placer entre la fin de phrase et le point final[comme ça].
- Les liens internes (vers d'autres articles de Wikipédia) sont à choisir avec parcimonie. Créez des liens vers des articles approfondissant le sujet. Les termes génériques sans rapport avec le sujet sont à éviter, ainsi que les répétitions de liens vers un même terme.
- Les liens externes sont à placer uniquement dans une section « Liens externes », à la fin de l'article. Ces liens sont à choisir avec parcimonie suivant les règles définies. Si un lien sert de source à l'article, son insertion dans le texte est à faire par les notes de bas de page.
- La présentation des références doit suivre les conventions bibliographiques. Il est recommandé d'utiliser les modèles {{Ouvrage}}, {{Chapitre}}, {{Article}}, {{Lien web}} et/ou {{Bibliographie}}. Le mode d'édition visuel peut mettre en forme automatiquement les références.
- Insérer une infobox (cadre d'informations à droite) n'est pas obligatoire pour parachever la mise en page.

Pour une aide détaillée, merci de consulter Aide:Wikification.
Si vous pensez que ces points ont été résolus, vous pouvez retirer ce bandeau et améliorer la mise en forme d'un autre article.

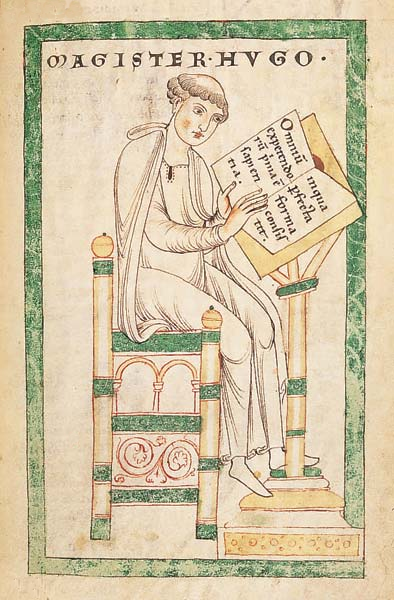
Hugues de Saint-Victor rédige le Didascalicon (Leyde, Bibliothek der Rijkuniversiteit, Ms. Vucanius 45, f° 130)

Le Didascalicon est un ouvrage du philosophe et théologien mystique du XIIe siècle Hugues de Saint-Victor, composé avant 1137. Le sous-titre De arte legendi, se traduit mot à mot par « l'art de lire », mais, il est plus juste de l'entendre comme « un art d'enseigner » (legere/lectio), ou même de se cultiver. 

## Détails
En maître d'école, Hugues, construit un manuel dans la lignée d'Isidore de Séville. L'écrivain le veut complet et tient beaucoup à ce corps d'enseignement où tout se tient ensemble pour un même objectif.
Découpé en six livres, le Didascalicon est un traité de l'étude des arts libéraux et de l'Écriture. Dans la préface, Hugues expose son projet : 

« La lecture occupe la première place dans les études. Le présent livre en traite, en donnant des règles pour lire. [...] La première partie comporte l’instruction du lecteur ès arts, la seconde, celle du lecteur en science religieuse. [...] Voici la méthode suivie dans cette instruction : d’abord montrer ce qu’on doit lire, puis dans quel ordre et comment on doit lire. »

Le maître présentera successivement le quid legendum, ce qu'il faut lire, le quo ordine, dans quel ordre et enfin le quo modo comment…
Hugues y propose surtout un nouveau classement des sciences. Il divise la philosophie en quatre branches : théorique, pratique, mécanique et logique, chacune se subdivisant de nouveau. La théorique comprend la théologie, les mathématiques et la physique, comme chez Boèce. La philosophie pratique comprend trois parties : morale personnelle, morale privée et morale publique. La mécanique compte sept branches : art de la laine, fabrication des armes, navigation commerciale, agriculture, chasse, médecine et spectacles. Enfin la logique comprend la grammaire et l'art du raisonnement. Dans le cadre scolaire, Hugues de Saint-Victor priorise l'enseignement de la logique et de la mathématique : « On ne peut connaître la nature des choses si l'on ignore leurs noms ».
La logique est envisagée comme préliminaire indispensable à toute connaissance : elle a pour objet l'entendement. 
Les arts mécaniques sont ainsi présentés :

« La mécanique contient sept sciences : la fabrication de la laine, l'armement, la navigation, l'agriculture, la chasse, la médecine, le théâtre »

— Didascalicon, II, 20
L'introduction des sciences mécaniques est elle aussi nouvelle et Hugues explique leur présence en ce que depuis la chute, l'homme tente de remédier à l'état de misère dans lequel il est plongé.  Les savoirs mécaniques sont considérés théologiquement avec la finalité qui vise « à restaurer l'équilibre à l'égard de la contrainte que constitue les défaillances auxquelles notre vie présente est soumise » on peut ajouter le commentaire suivant pour bien cerner l'importance que prend pour Hugues l'étude complète de la nature :

« Tous les arts de la nature sont au service de la science divine ; la sagesse inférieure, correctement ordonnée, conduit à la supérieure. »

— Didascalicon
Les livres V et VI constituent un traité d'exégèse.

« Apprends tout, tu verras ensuite que rien n'est superflu ; une science réduite n'a rien qui plaise. »

— Didascalicon VI, 3 (Buttimer, p. 115)

## Le livre VII
Un livre VII est connu pour être le De operibus trium dierum (PL. CLXXVI, Col. 812-838). C'est un traité de méditation sur les choses visibles, ce qui permet d'atteindre aux choses divines, invisibles.

## Conclusion
Le Didascalicon est un ouvrage destiné aux étudiants pour préparer à l'étude de la philosophie et la théologie. Il enseigne tout ce qui est nécessaire. Hugues a tenté de réaliser son projet à partir des sources accessibles comme Boèce, Cassiodore, Isidore de Séville et surtout Saint Augustin. Selon B. Smalley, il y aurait même tenté une refonte complète du De doctrina christiana de l'évêque d'Hippone . Ses connaissances encyclopédiques y sont remarquables, en dépit des manques ou imperfections propres à l'époque et l'ouvrage marque la scolastique médiévale.
Un autre ouvrage l' Epitoma in philosophiam (ou Epitome Dindimi in philosophiam) est une sorte de résumé des parties philosophiques du Disdascalicon, tout en les remaniant.

## Manuscrits
- Paris, Bibliothèque nationale de France, Ms. Latin 15256 (XIIIe siècle).

## Éditions
- Didascalicon. De studio legendi. A critical Text, éd. Charles H. Buttimer, « Studies in Medieval and Renaissance Latin » (10), Washington, 1939.
- Didascalicon. L'art de lire, introduction, traduction et notes par Michel Lemoine, Paris, Cerf, 1969 rééd. 1991, 248 p.